# Pontiac Star Chief

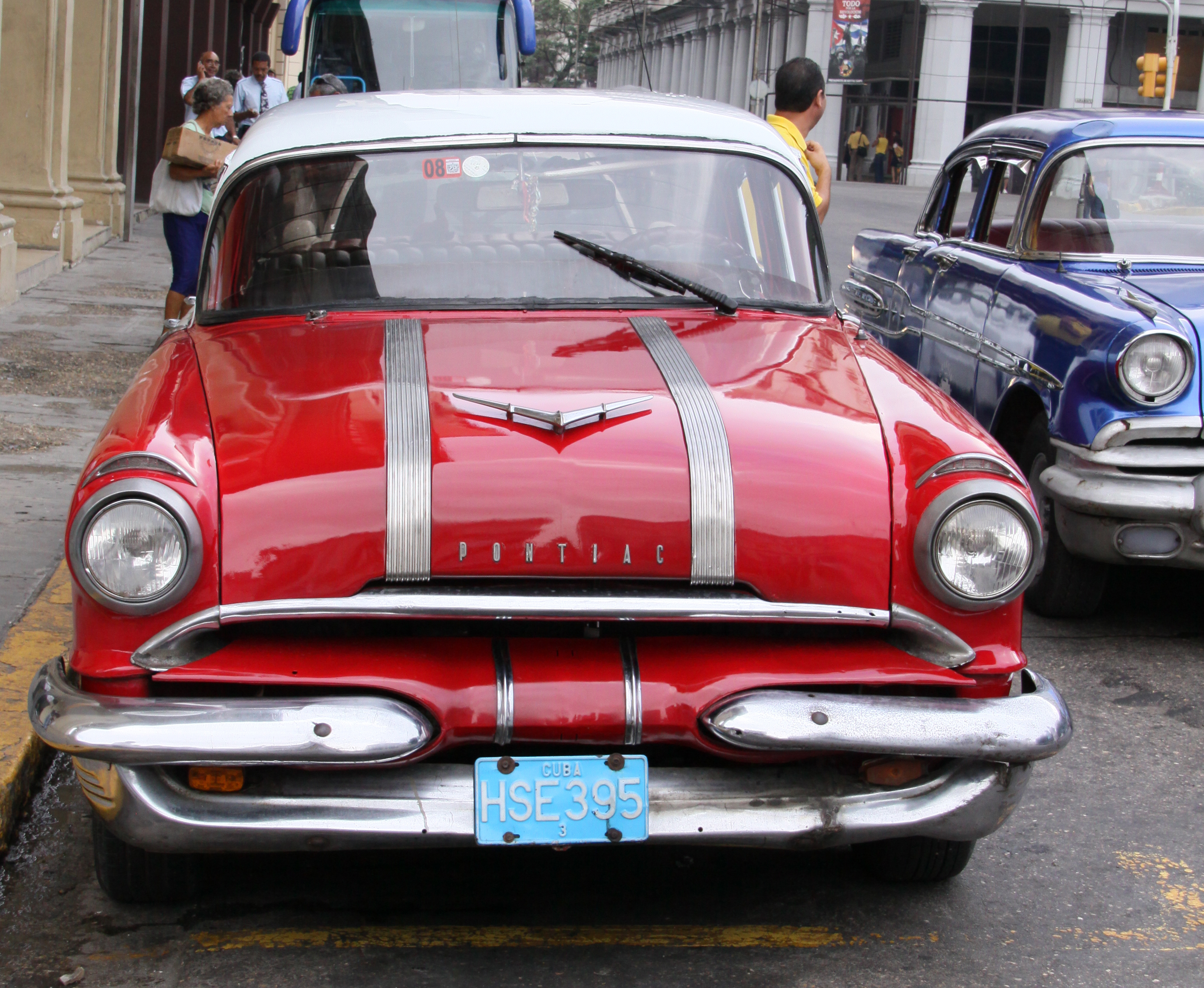
Pontiac Star Chief

La Pontiac Star Chief était une voiture construite par la division Pontiac de General Motors entre 1954 et 1966.
Entre 1954 et 1957, elle a été le modèle de prestige de Pontiac.
En 1957, la Star Chief Custom Bonneville a été commercialisée pour sortir la marque du marasme.
En 1958, la Bonneville a occupé sa propre position dans la gamme Pontiac comme la Pontiac ultime, et était seulement disponible en version deux-portes à toit rigide et cabriolet.
Au début des années 1960, les Star Chiefs étaient à peu près identiques à la Catalina, toutefois le moteur de la Star Chief était plus puissant.
En 1966, la voiture a été rebaptisée Star Chief Executive  lors de la première étape vers l'abandon de ce nom.
En 1967, Pontiac abandonne le nom de Star Chief pour les ventes aux États-Unis et renomme son modèle de gamme intermédiaire Executive.